# Nisskläpp
Nisskläpp är en ö i Finland. Den ligger i Skärgårdshavet och i kommunen Pargas i den ekonomiska regionen  Åboland i landskapet Egentliga Finland, i den sydvästra delen av landet. Ön ligger omkring 83 kilometer sydväst om Åbo och omkring 200 kilometer väster om Helsingfors. Nisskläpp ligger 6 meter över havet.
Öns area är 0,9 hektar och dess största längd är 150 meter i öst-västlig riktning.